# 에드워드 컬렌
에드워드 컬렌 스테프니 메이어작가의 트와일라잇 시리즈의 남주이다.

이름: 에드워드 컬렌(Edward cullen)

풀네임: 에드워드 앤서니 메이슨 컬렌 (Edward anthony masen cullen)

배우자: 벨라 스완(Bella swan)

가족: 칼라일 컬렌(양부), 에스미 컬렌(양모), 에밋 컬렌(형), 로잘리 헤일(누나), 재스퍼 헤일(형), 앨리스 컬렌(누나)

자녀: 르네즈미 컬렌(딸)

종족: 17세까지인간→뱀파이어

눈동자 색: 인간이었을 적에는 초록색이었다고 한다. 뱀파이어가 된 이후로 붉은 눈을 가지고 있다가 동물의 피만 마시며 현재의 호박색 눈동자를 가지게 되었다.
배우: 로버트 패틴슨

목소리: 로버트 패틴슨

국적:  미국

첫등장: 트와일라잇
1901년 6월 20일 아버지 에드워드 메이슨과 어머니 엘리자베스 메이슨 사이에서 태어났다. 후에 스페인 독감에 의해 부모님을 잃는다. 엘리자베스 메이슨이 죽기 직전 의사였던 뱀파이어 칼라일 컬렌에게 에드워드 컬렌을 잘 부탁한다는 말을 남겨, 칼라일은 에드워드를 뱀파이어로 만들어서 살려낸다. 그 후 컬렌에 양자로 들어와 함께 살게 된다. 칼라일 컬렌은, 에드워드 이외에도 칼라일의 부인인 에스미, 로잘리, 에밋을 뱀파이어로 만든다. 그의 뱀파이어로서 가진 능력은 사람의 마음을 읽는 것이다. 하지만, 오직 현재의 마음만 읽을 수 있다. 그리고이사벨라 스완의 마음만 읽지 못한다. 뱀파이어가 된 벨라는 쉴드,즉 다른 뱀파이어의 능력에 영향을 받지 않는데 그 잠재력이 인간일 때도 나타났던 것이다. 후 학교에서 이사벨라 스완을 만나고 연애를 시작한 후 그녀를 뱀파이어로 결국 만들어 결혼하게 된다. 영화판에서는 로버트 패틴슨이 역할을 맡았다.
또한 그는 벨라를 매우 사랑한다.
벰파이어로써의 특징은 다음과 같다.
1. 동물의 피를 마시는 벰파이어계의 일명 '채식주의자'이다.
2. 엄청난 속도를 가지고 있다.
3. 한 손으로 자동차의 범퍼를 찌그러트릴만큼 강력한 힘을 가지고 있다.
4. 인간의 음식은 그에겐 흙이나 모래같은 것이다.
5. 동물의 피를 마시기 전에는 눈동자가 붉은색이다(인간의 피가 있기 때문). 동물의 피를 마시기 때문에 눈동자의 색이 버터빛 황금색이고, 그 후에 다시 호박빛이 된다.갈증을 느끼면 검은색, (동물의)피를 마신뒤에는 선명한 버터빛 황금색이다.
6. 햇빛을 보면 피부가 다이아몬드 수백개가 반짝이듯이 빛난다.
7. 피가 몸에 없기 때문에 피부가 차가우며 늑대인간들에게는 '냉혈족'이라고 불린다.
8. 영생
9. 피부에 흡수성이 없어서 화장품을 쓸 수 없다.
10. 잠을 자지 않는다.
11. 머리가 뽑히면 죽는다.